# Addisonova choroba
Addisonova choroba je onemocnění, které jako první popsal britský lékař Thomas Addison. Jeho podstatou je selhání nadledvin v produkci hormonů kortizolu, a případně i aldosteronu. Rozlišujeme zde tzv. primární nedostatečnost nadledvin (chyba je v nadledvinách) a sekundární nedostatečnost nadledvin (chyba je v hypofýze, která řídí produkci hormonů v nadledvinách).
Choroba postihuje jednoho až čtyři lidi ze sta tisíc, nejčastěji ve věku mezi třiceti a padesáti lety.

## Projevy nemoci a diagnóza

### Příznaky
- chronická slabost
- ochablost svalů
- nechutenství
- nutkání ke zvracení
- průjem
- nízký krevní tlak
- tmavnutí pokožky (hyperpigmentace)
- podrážděnost
- deprese
- hypoglykémie
- pnutí svalů (částečně při vypití mléka)

### Diagnostika
- krevní testy – nález zvýšeného ACTH (při centrální formě při poruše hypofýzy může být ACTH i snížený), draslíku, naopak snížená hladina kortizolu, aldosteronu, sodíku, chloridů a bikarbonátů.

## Obvyklé příčiny
Nejčastější příčinou je destrukce tkáně nadledvin zapříčiněná zánětem, metastázemi nebo autoimunitní degenerací. Dalšími příčinami může být tvorba ložisek TBC v nadledvinách, AIDS a krvácení v nadledvinách.

## Léčba
Neléčena vede nemoc k Addisonovské krizi a ke smrti. Léčba spočívá v doplňování chybějících hormonů, případně i NaCl a tekutin. Vedle správné léčby komplikujících infekcí (například tuberkulózy) by se terapie měla týkat následujících oblastí. Především musí probíhat léčení akutní nedostatečnosti funkce nadledvin. Terapie by měla být zahájena ihned po stanovení předběžné diagnózy selhání nadledvin. Pokud je pacient v akutní fázi onemocnění, měl by být test odpovědi na adrenokortikotropní hormon odložen na dobu, až akutní fáze odezní. Podává se 100 miligramů hydrokortizonu nitrožilně během 30 sekund ve formě esteru rozpustného ve vodě (obvykle sukcinát nebo fosfát), a pak se pokračuje infúzí 1 litru 5procentní glukózy v 0,9procentním roztoku chloridu sodného obsahujícího 100 miligramů esteru hydrokortizonu. Fyziologický roztok se podává, dokud se dehydratace (tj. odvodnění organismu) a hyponatrémie (tj. nízká hladina sodíku v krvi) neupraví. Léčba hydrokortizonem pokračuje bez přerušení až do celkové dávky více než 300 miligramů za 24 hodin. Při podávání vysokých dávek hydrokortizonu není třeba podávat mineralokortikoidy. Normalizaci tlaku a zlepšení celkového stavu lze očekávat během 1 hodiny i dříve po počáteční dávce hydrokortizonu.

## Následky
Pokud se začne včas se substituční terapií (trvalou náhradou hormonů), jsou vyhlídky pacienta většinou velmi dobré. Léčený pacient by měl být schopen plnohodnotného života.

## Známí nemocní
- Jane Austen (pravděpodobně na tuto nemoc zemřela)
- John F. Kennedy
- Alžběta od Nejsvětější Trojice